# Ain't Talkin'
«Ain't Talkin'» es una canción del músico estadounidense Bob Dylan publicada en el álbum de estudio Modern Times. La canción, que cierra el álbum, es la más larga del disco, con más de ocho minutos de duración, y deriva de la canción de Don Anthony y Ralph Stanley «Highway of Regret». La letra de la primera estrofa procede, a su vez, de la canción tradicional irlandesa «As I Roved Out».
Allmusic escribió sobre la canción: «La gran ironía es que en el último tema, "Ain't Talkin'", donde un violín solo, un piano y una percusión derraman una balada gitana que indican un anhelo, que asciende a un hambre espiritual insatisfecho. El peregrino pasea, anda y aspira a hacer el bien a los demás, a pesar de que se tambalea a menudo —a veces incluso quiere cometer un homicidio. Todo esto es parte de la "red de arrastre" de la vida en el mundo actual». Por otra parte, The Guardian escribió: «La salida superlativa y definitiva, "Ain't Talkin'", hace lo que todos los últimos temas deben hacer: que lo quieras escuchar todo de nuevo. Es un blues largo y misterioso, casi mágico y realista en lugares».